# Torneo de Montpellier 2010
El Torneo de Montpellier es un evento de tenis que se disputa en Montpellier, Francia,  se juega entre el 25 de octubre y el 31 de octubre de 2010.

## Campeones
- Individuales masculinos:  Gaël Monfils derrota a   Ivan Ljubičić, 6–7(10), 7–6(4), 6–4.

- Dobles masculinos:  Stephen Huss /  Ross Hutchins  derrotan a  Marc López /  Eduardo Schwank, 6–2, 4–6, [10–7].